# Strzeszów (Basse-Silésie)
Pour les articles homonymes, voir Strzeszów.
Strzeszów est une localité polonaise de la gmina de Wisznia Mała, située dans le powiat de Trzebnica en voïvodie de Basse-Silésie.